# 阿不都哈迪尔·本·阿不都瓦日斯·喀什噶里
阿不都哈迪尔·本·阿不都瓦日斯·喀什噶里（維吾爾語：ئابدۇقادىر بىننى ئابدۇۋارس قەشقەرى‎，1862年—1924年8月），尊称“阿不都哈迪尔·大毛拉”（維吾爾語：ئابدۇكادىر دامۇللا‎），维吾尔族，新疆阿图什人，清代诗人、学者、教育家、启蒙活动家、维吾尔现代文学奠基者之一。

## 生平
1862年其生于新疆阿图什买西哈提乡（又译麦什赫德乡）。幼年在家乡度过，后来先后赴新疆喀什、布哈拉、撒马尔罕、乌法等地求学。返回家乡后，曾经在喀什航立克经学院、阿图什任教，组织并参与启蒙运动，还写书进行文学创作。他反对侵略、反对愚昧、反对黑暗势力，提倡团结，积极推动新文化的发展，推行新式教育。他自编多种教材，将新思想、新学科引入伊斯兰教经学院教育。他终生从事宗教改革和教育改革。他和买买提里·托赫塔吉（陶皮克）都明确指出迷信与无知对维吾尔民族、社会的危害严重，公开和保守主义斗争。
他编著了《语法与句法》、《朗读》、《必要的信仰》、《数学》、《给人民群众的劝戒》 、《文学迷宫的钥匙》、《儿童教育》等著作。他也是一位杰出的诗人，许多诗作曾在社会广泛流传，但大部分如今已经散失。他的名作《信仰的精华》现保存在新疆大学图书馆以及埃及加米奥丽艾兹哈尔大学图书馆。
由于他反对外国势力在喀什进行的分裂中国活动及宗教活动，1924年，他率领学生和喀什市民捣毁了帝国主义在喀什的文化机构，遂遭与帝国主义勾结的分子及地方势力的忌恨。1924年8月，他遭到与外国帝国主义势力勾结的封建统治者及叛徒、顽固分子杀害。

## 著作
他遗著有教诫性诗集《信仰精华》、《穆罕麦斯体诗全集》，以及多种学术著作。